# Cantonul Bourmont
Cantonul Bourmont este un canton din arondismentul Chaumont, departamentul Haute-Marne, regiunea Champagne-Ardenne, Franța.

## Comune
| Comune                     | Populație (1999) | Cod poștal | Cod INSEE |
| -------------------------- | ---------------- | ---------- | --------- |
| Bourg-Sainte-Marie         | 110              | 52150      | 52063     |
| Bourmont                   | 533              | 52150      | 52064     |
| Brainville-sur-Meuse       | 81               | 52150      | 52067     |
| Champigneulles-en-Bassigny | 58               | 52150      | 52101     |
| Chaumont-la-Ville          | 112              | 52150      | 52122     |
| Clinchamp                  | 118              | 52700      | 52133     |
| Doncourt-sur-Meuse         | 44               | 52150      | 52174     |
| Germainvilliers            | 88               | 52150      | 52217     |
| Goncourt                   | 317              | 52150      | 52225     |
| Graffigny-Chemin           | 212              | 52150      | 52227     |
| Hâcourt                    | 33               | 52150      | 52234     |
| Harréville-les-Chanteurs   | 303              | 52150      | 52237     |
| Huilliécourt               | 143              | 52150      | 52243     |
| Illoud                     | 322              | 52150      | 52247     |
| Levécourt                  | 107              | 52150      | 52287     |
| Malaincourt-sur-Meuse      | 52               | 52150      | 52304     |
| Nijon                      | 67               | 52150      | 52351     |
| Outremécourt               | 102              | 52150      | 52372     |
| Ozières                    | 53               | 52700      | 52373     |
| Romain-sur-Meuse           | 147              | 52150      | 52433     |
| Saint-Thiébault            | 279              | 52150      | 52455     |
| Sommerécourt               | 76               | 52150      | 52476     |
| Soulaucourt-sur-Mouzon     | 92               | 52150      | 52482     |
| Vaudrecourt                | 44               | 52150      | 52505     |
| Vroncourt-la-Côte          | 25               | 52240      | 52549     |